# Limbacher Sanddüne
Limbacher Sanddüne este o arie protejată (arie specială de conservare — SAC, sit de importanță comunitară — SCI) din Germania întinsă pe o suprafață de 10 ha, integral pe uscat.

## Localizare
Centrul sitului Limbacher Sanddüne este situat la coordonatele 49°18′16″N 7°17′04″E / 49.3044°N 7.2844°E.

## Înființare
Situl Limbacher Sanddüne a fost declarat sit de importanță comunitară în octombrie 2000 pentru a proteja un număr necunoscut de specii din flora spontană și fauna sălbatică aflate în arealul zonei. Situl a fost protejat și ca arie specială de conservare în noiembrie 2015.

## Biodiversitate
Situată în ecoregiunea continentală, aria protejată conține 2 habitate naturale: Vegetație psamofilă uscată cu Calluna și Genista, Vegetație psamofilă uscată cu pășuni deschise de Corynephorus și Agrostis.
La baza desemnării sitului se află un număr nedeclarat de specii protejate.
Pe lângă speciile protejate, pe teritoriul sitului au mai fost identificate 8 specii de plante, 1 specie de reptile.